# Hans Eberhard (Richter)
Hans Friedrich August Eberhard (* 13. September 1861 in Grabow; † 23. Dezember 1940 in Lübeck) war ein deutscher Richter, zuletzt Präsident des Oberlandesgerichts Rostock.

## Leben
Hans Eberhard stammte aus einer Juristenfamilie. Er war ein Sohn des Grabower Senators und späteren Amtsrichters in Rostock Hans (Amandus Heinrich Benjamin) Eberhard (1830–1880). Nach dem Besuch der Realschule in Grabow und von Ostern 1875 bis zum Abitur Ostern 1879 der Großen Stadtschule in Wismar studierte er Rechtswissenschaften an den Universitäten Tübingen, Leipzig und ab dem Sommersemester 1880 Rostock.
Eberhard trat in den Justizdienst des (Teil-)Großherzogtums Mecklenburg-Schwerin und bestand 1885 die Assessorprüfung. Für einige Jahre war er in Rostock tätig. 1891 wurde er Richter am Amtsgericht in Krakow am See und 1893 Staatsanwalt in Güstrow. 1893 kam er als Landgerichtsrat an das Landgericht Schwerin; 1908 wechselte er als Oberlandesgerichtsrat an das für beide mecklenburgische (Teil-)Großherzogtümer zuständige Oberlandesgericht Rostock. Im Nebenamt war er Vorsitzender des mecklenburgischen Oberen Kirchengerichts in Rostock. Für sein Wirken „als Gemeindeglied und in kirchenamtlicher Tätigkeit, vor allem als Vorsitzender des Oberkirchengerichtes, mit vorbildlicher Treue und in reichem Segen“ verlieh ihm die Theologische Fakultät der Universität Rostock 1919 zum Universitätsjubiläum ihren Ehrendoktor. 1919 wurde er Landgerichtspräsident am Landgericht Rostock. 1925 kam er als Nachfolger von Walter Schmidt als Oberlandesgerichtspräsident zurück an das Oberlandesgericht Rostock. 1929 trat er in den Ruhestand.
Seit 1899 war Eberhard Mitglied des Vereins für mecklenburgische Geschichte und Altertumskunde.
Er war seit 1888  mit Louise Amanda Caroline Charlotte, geb. von Plessen (1859–1903) verheiratet. Ein Sohn des Paares, Hans Friedrich Eberhard (* 1897) war als Facharzt in Lübeck tätig.

## Werke
- Die wohlerworbenen Rechte der Beamten. 1932